# Stor-Norsjötjärnen
Stor-Norsjötjärnen är en sjö i Skellefteå kommun i Västerbotten och ingår i Skellefteälvens huvudavrinningsområde.